# Christopher Lambert

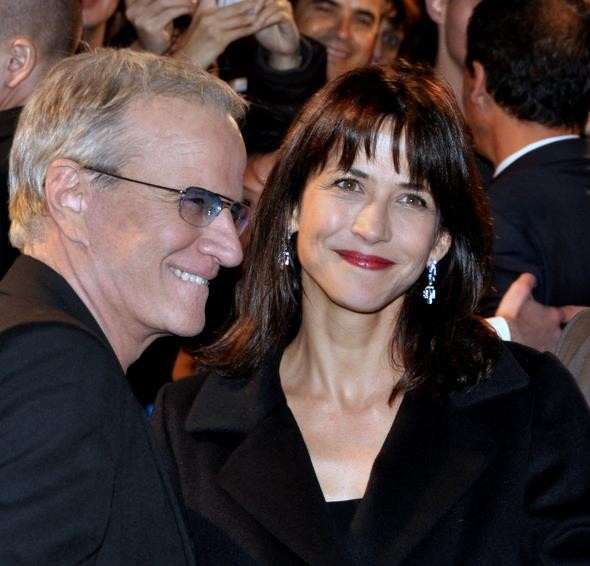
Lambert com sua então esposa Sophie Marceau, em 2012

Christophe Guy Denis Lambert (North Hempstead, EUA, 29 de Março de 1957), conhecido internacionalmente como Christopher Lambert ou Christophe Lambert (França e em países francófonos), é um actor franco–estadunidense vencedor do Prêmio César.

## Biografia
Filho de pais franceses (o pai era diplomata), sua família deixou os Estados Unidos quando Lambert tinha dois anos de idade, tendo, entre outras, estudado numa escola em Genebra, na Suíça. Mais tarde, foi para Paris, onde permaneceu por dois anos e participou de alguns filmes franceses, até ser escolhido para atuar em Greystoke - A lenda de Tarzan, o rei da selva, em 1984, no papel de Tarzan.
Participou dos filmes Highlander (1986), Highlander II: The Quickening (1991), Highlander III: The Final Dimension (1994) e "''Highlander IV: The Final Battle''" (2000), no papel do imortal Connor MacLeod.
O ator participou também de Subway (1985), dirigido por Luc Besson, pelo qual recebeu o Prêmio César de melhor ator em 1986; The Sicilian (1987), dirigido por Michael Cimino, Knight Moves (1992), sobre um campeão de xadrez, Fortress (1993), um filme de ficção científica, Mortal Kombat (1995), como Raiden, o deus do trovão, entre outros.
O seu famoso olhar intenso é consequência de uma forte miopia. Foi namorado da princesa Stéphanie de Mônaco; foi casado com a atriz Diane Lane, com quem tem uma filha Eleonor; foi casado com Jaimyse Haft e hoje é divorciado.

## Prêmios e indicações

### Prêmios
César
- Melhor ator: 1986[1]

### Indicações
Festival de Televisão de Monte Carlo
- Melhor ator em mini-série: 2014[2]

## Filmografia
| Ano     | Título                                            | Papel                                           | Notas                                                 |
| ------- | ------------------------------------------------- | ----------------------------------------------- | ----------------------------------------------------- |
| 1979    | Ciao, les mecs                                    | Un loubard à la soirée dansante                 | como Christophe Lambert                               |
| 1980    | The Telephone Bar                                 | Paul "Bébé" Franchi                             | como Christophe Lambert                               |
| 1981    | Douchka                                           |                                                 | TV Movie                                              |
| 1981    | Asphalte                                          | Un médecin à l'hôpital / The doctor             | como Christophe Lambert                               |
| 1981    | Une sale affaire                                  | Mullard                                         | como Christophe Lambert                               |
| 1981    | Putain d'histoire d'amour                         | Inspecteur de police                            | como Christophe Lambert                               |
| 1982    | Légitime violence                                 | Jockey                                          | como Christophe Lambert                               |
| 1982    | Cinéma 16                                         | Marcel                                          | TV (1 Episode)                                        |
| 1984    | Greystoke: The Legend of Tarzan, Lord of the Apes | John Clayton / Tarzan                           |                                                       |
| 1985    | Paroles et musique                                | Jeremy                                          | como Christophe Lambert                               |
| 1985    | Subway                                            | Fred                                            | Prêmio César de melhor ator (como Christophe Lambert) |
| 1986    | Highlander                                        | Connor MacLeod / Russell Nash                   |                                                       |
| 1986    | I Love You                                        | Michel                                          | como Christophe Lambert                               |
| 1987    | The Sicilian                                      | Salvatore Giuliano                              |                                                       |
| 1988    | Love Dream                                        | Menrou                                          |                                                       |
| 1988    | To Kill a Priest                                  | padre Alek                                      |                                                       |
| 1990    | Why Me?                                           | Gus Cardinale                                   |                                                       |
| 1991    | Highlander II: The Quickening                     | Connor MacLeod                                  |                                                       |
| 1992    | Knight Moves                                      | Peter Sanderson                                 |                                                       |
| 1992    | Highlander: The Series                            | Connor MacLeod                                  | TV (1 Episódio)                                       |
| 1992    | Max & Jeremie                                     | Jeremie Kolachowsky                             | como Christophe Lambert                               |
| 1993    | Fortress                                          | John Henry Brennick                             |                                                       |
| 1993    | Loaded Weapon 1                                   |                                                 | (não creditado)                                       |
| 1994    | Gunmen                                            | Dani Servigo                                    |                                                       |
| 1994    | Roadflower                                        | Jack                                            |                                                       |
| 1994    | Highlander III: The Final Dimension               | Connor MacLeod / Russell Nash                   |                                                       |
| 1995    | The Hunted                                        | Paul Racine                                     |                                                       |
| 1995    | Mortal Kombat                                     | Lord Raiden                                     |                                                       |
| 1996    | North Star                                        | Hudson Saanteek                                 | como Christophe Lambert                               |
| 1996    | Adrenalin: Fear the Rush                          | Lemieux                                         |                                                       |
| 1996    | Hercule & Sherlock                                | Vincent                                         | como Christophe Lambert                               |
| 1997    | Nirvana                                           | Jimi Dini                                       |                                                       |
| 1997    | Arlette                                           | Frank Martin                                    | como Christophe Lambert                               |
| 1997    | Mean Guns                                         | Lou                                             |                                                       |
| 1999    | Operation Splitsville                             | Max, P.E. Teacher                               |                                                       |
| 1999    | Resurrection                                      | John Prudhomme                                  |                                                       |
| 1999    | Beowulf                                           | Beowulf                                         |                                                       |
| 1999    | Gideon                                            | Gideon Oliver Dobbs                             |                                                       |
| 2000    | Fortress 2: Re-Entry                              | John Henry Brennick                             |                                                       |
| 2000    | Highlander: Endgame                               | Connor MacLeod                                  |                                                       |
| 2001    | Aparté                                            |                                                 | curta-metragem                                        |
| 2001    | Vercingetórix                                     | Vercingetórix                                   | como Christophe Lambert                               |
| 2001    | Mazinkaiser                                       | Additional Voices                               | Video game                                            |
| 2001    | The Point Men                                     | Tony Eckhardt                                   |                                                       |
| 2002    | King of Bandit Jing                               | Additional Voices                               | minissérie de televisão, como Christophe Lambert      |
| 2002    | The Piano Player                                  | Alex Laney                                      |                                                       |
| 2003    | Absolon                                           | Detective Norman Scot                           |                                                       |
| 2003    | Janis and John                                    | Léon                                            |                                                       |
| 2004    | Á ton image                                       | Thomas                                          |                                                       |
| 2005    | Dalida                                            | Richard Chanfray, dit le comte de Saint-Germain | Television miniseries                                 |
| 2006    | Day of Wrath                                      | Ruy de Mendoza                                  |                                                       |
| 2006    | Southland Tales                                   | Walter Mung                                     |                                                       |
| 2006    | Le Lièvre de Vatanen                              | Tom Vatanen                                     | como Christophe Lambert                               |
| 2007    | Metamorphosis                                     | Constantine Thurzo                              |                                                       |
| 2007    | Trivial                                           | Jacques                                         | como Christophe Lambert                               |
| 2008    | The Chauffeur                                     | Devereaux                                       |                                                       |
| 2009    | White Material                                    | Andre Vial                                      | como Christophe Lambert                               |
| 2009    | Les associés                                      | Philippe Kaminski                               | filme para a TV como Christophe Lambert               |
| 2009    | L'homme de chevet                                 | Leo                                             | como Christophe Lambert                               |
| 2010    | The Secret of the Whales                          | Chris Cassell                                   | filme para a TV                                       |
| 2010    | The Gardener of God                               | Gregor Mendel                                   |                                                       |
| 2012    | Ghost Rider: Spirit of Vengeance                  | Methodius                                       |                                                       |
| 2012    | Dark Star Hollow                                  |                                                 |                                                       |
| 2012    | Blood Shot                                        | The President                                   |                                                       |
| 2012-13 | NCIS: LA                                          | Chameleon / DeGramont                           | série de TV (6 episódios)                             |
| 2015    | 10 Days in a Madhouse                             | Dr. Dent                                        |                                                       |
| 2015    | Un plus une                                       | Samuel Hamon                                    |                                                       |
| 2016    | Hail, Caesar!                                     | Arne Slessum                                    |                                                       |
| 2016    | La folle histoire de Max et Léon                  | Captain Lassard                                 |                                                       |
| 2017    | Everyone's Life                                   | Antoine de Vidas                                |                                                       |
| 2017    | Call My Agent!                                    | Ele mesmo                                       | Série de TV (1 episódio)                              |
| 2018    | Kickboxer: Retaliation                            | Thomas Moore                                    |                                                       |
| 2018    | Sobibor                                           | Karl Frenzel                                    |                                                       |
| 2018    | Bel Canto                                         | Simon Thibault                                  |                                                       |
| 2019    | The Blacklist                                     | Bastien Moreau / O Corso                        | Série de TV (1 episódio)                              |